# 四川省广元中学
四川省广元中学（Guangyuan High School）是四川省重点中学，四川省阳光体育示范学校，国家级示范性普通高中。该校于康熙四十二年（公元1703年）创立，当时名字为“嘉陵书院”。1985年更名为“四川省广元中学”。2005年，被评为“国家级示范性普通高中”，2013年转评为“四川省一级示范性普通高中”。

## 发展历史
- 康熙四十二年（1703年），成立嘉陵书院。

- 光绪十六年（1890年），更名为汉寿书院。

- 1929年，更名为广元县立初级中学校。

- 1953年，迁往新校址，更名为四川省广元中学。

- 1994年，被评为四川省重点中学。

- 2005年，被评为国家级示范性普通高中。

- 2013年，被转评为四川省一级示范性普通高中。[1]

## 学校特色
广元中学现有教职工435人，其中特级教师3人，高级教师140人，一级教师166人。国家级骨干教师2人，省级骨干教师13人，省级名师2人，市级首批名师5人，市级学术和技术带头人13人，市级骨干教师80人。

该校在其每间教室都安装了液晶交互式一体机，实现了教学现代化、信息化。按标准配齐理化生实验器材，满足实验操作需要。设立计算机管理中心，在各教研组安装微机，建立校园网并接入宽带，并且设置课件制作室。除此之外还设有科技活动室、科技制作室，生物实验室，生物科技标本馆等。

## 学校文化
广元中学在其校园走廊、班级、寝室、建筑、广场、道路、亭苑，均装饰有学校的历史展板或中国传统文化展板。

广元中学组建有40余个学生社团，例如“文学社”、“汉韵社”、“吉他社”、“航模社”、“计算机协会”等，并经常开展各类文化体育活动。

## 办学情况
2006年至2015年，广元中学连续九年本科上线人数居广元市第一，五年重点本科上线人数居广元市第一，八次夺得广元市理科状元，五次夺得广元市文科状元。学校已有20多名学生考入清华大学、北京大学等。

## 杰出校友
张肇达：原华西医科大学校长、博士生导师、四川省科协副主席，中华医学会常务理事，国务院学位委员会成员者。
薛华成：复旦大学管理科学学院院长、教授、博士生及博士后导师。
田广福：高级工程师大校军衔。
季方正：中国航天数控集团公司副总工程师、研究员、研究室主任。。
王陶瑞：国家一级电影文学编剧，中国电影艺术家协会理事，《电影创作》杂志主编。
赵利复：国家质监局研究室主任，国家化工催化剂质量监督检验中心主任。
李芹：2002年第14届釜山亚运会，2006年第15届多哈亚运会女子双人双桨赛冠军。